# 手話通訳士
手話通訳士（しゅわつうやくし、英: sign language interpreter）は、手話通訳者の公的資格である。

## 概要
手話通訳士は、聴覚、言語機能又は音声機能の障害のため、音声言語により意思疎通を図ることに支障がある身体障害者とその他の者との間の意思疎通の確立に必要とされる手話通訳を行う者（手話通訳を行う者の知識及び技能の審査・証明事業の認定に関する省令より）。
当資格は医師、弁護士のような業務独占ではないために無資格者でも手話通訳を行うことができる。
ただし裁判や政見放送の手話通訳は手話通訳士の資格がなければできない。
手話通訳士は国の法律の定めるところによる国家資格ではなく省令の定める公的資格となる。
手話通訳士として登録された人数は2022年12月1日現在で3,932人。「手話通訳技能認定試験」（手話通訳士試験）は1989年（平成元年）から始まり、現在までの平均合格率は約14%程度である。

## 活動職域
手話通訳士は、学校、病院、企業、官公庁、裁判、選挙での政見放送などで手話通訳を行い聴覚障害者の生活の様々な場面に対応している。

## 登録手続
手話通訳士となるには、年1度に行われる手話通訳技能認定試験（手話通訳士試験）に合格して登録資格要件を有する者が、社会福祉法人聴力障害者情報文化センターに手話通訳士として登録を受けなければならない。 
したがって、登録資格要件を有している者が、センターに登録の申請をし、手話通訳士名簿に登録されることによって、「手話通訳士」の名称を使用できることになる。
登録が完了すると通訳者には、手話通訳士登録証と手話通訳士カードが発行される。そして本人が断らない限り社会福祉法人聴力障害者情報文化センターのホームページに登録番号と名前が掲載される。

## 国家資格への移行に向けて
日本手話通訳士協会は、手話通訳士資格所有者のさらなる社会的地位向上のため、厚生労働省に対し国家資格化の要望を提出している。内容としては、手話通訳者全国統一試験の二分化した手話通訳資格の統一（一部報道では手話通訳士をA資格・手話通訳者全国統一試験合格者をB資格と据え置く）を目指している。